# Gai Claudi Marcel (pretor)
Gai Claudi Marcel (en llatí Caius Claudius M. F. M. N. Marcel) va ser un magistrat romà. Era el pare de Gai Claudi Marcel Major. Formava part de la gens Clàudia i era de la família dels Claudi Marcel.
Va ser pretor l'any 80 aC i després va succeir a Marc Emili Lèpid com a governador de Sicília on les exaccions d'anteriors governadors havien deixat la província en mal estat, que la seva justícia i bon tracte va restaurar. Ciceró diu que els sicilians el consideraven el salvador del seu país. Quan va acabar el seu govern se li van erigir estàtues a tots els racons de l'illa, i el festival de la Marcellea, instituït en commemoració del conqueridor de Siracusa (Marc Claudi Marcel), i que llavors es va celebrar en honor seu.
Va ser un dels membres del col·legi d'àugurs on també havia entrat Ciceró, que diu que Marcel considerava tot el coneixement dels àugurs com una institució política. L'any 70 aC era un dels jutges que va jutjar a Verres. Encara era viu el 51 aC quan el seu fill va ser elegit cònsol per l'any 50 aC, però sens dubte va morir no gaire temps després.